# علي كمر
علي كمر هي قرية في مقاطعة نمين، إيران. عدد سكان هذه القرية هو 40 في سنة 2006.